# 国鉄タキ14400形貨車
国鉄タキ14400形貨車（こくてつタキ14400がたかしゃ）は、かつて日本国有鉄道（国鉄）及び1987年（昭和62年）4月の国鉄分割民営化後は日本貨物鉄道（JR貨物）に在籍した私有貨車（タンク車）である。

## 概要
本形式は、ベンゾール専用の35t 積タンク車として1968年（昭和43年）12月23日から1970年（昭和45年）7月20日にかけて3ロット11両（コタキ14400 - コタキ14410）が日本車輌製造1社のみにて製作された。
記号番号表記は特殊標記符号「コ」（全長 12 m 以下）を前置し「コタキ」と標記する。
本形式の他にベンゾール専用種別とする形式は、タ1000形、タム3200形、タム3250形、タム23250形、タサ1000形、タサ1050形、タサ1100形、タサ4400形、タキ200形（初代）、タキ850形、タキ900形、タキ950形、タキ1800形、タキ4150形、タキ6450形の15形式が存在した。
所有者は石油荷役（現在のニヤクコーポレーション）1社のみでありその常備駅は塩釜線の塩釜埠頭駅であった。
35系に属するタンク体は耐候性高張力鋼製であり、蒸気加熱管を装備している。
荷役方式はタンク上部にある液入れ管からの上入れ、液出管からの下出し式である。
1979年（昭和54年）10月より化成品分類番号「燃31」（燃焼性の物質、引火性液体、危険性度合2（中））が標記された。
塗装は黒色、寸法関係は全長は11,000mm、全幅は2,720mm、全高は3,825mm、台車中心間距離は7,200mm、実容積は39.7m3、自重は15.7t、換算両数は積車5.0、空車1.6であり台車はベッテンドルフ式のTR41Cである。台車はその後改造されTR41DS-13となった
1987年（昭和62年）4月の国鉄分割民営化時には3両（コタキ14408 - コタキ14410）の車籍がJR貨物に継承されたが、1996年（平成8年）1月に最後まで在籍した1両（コタキ14408）が廃車となり同時に形式消滅となった。

### 年度別製造数
各年度による製造会社と両数は次のとおりである。（所有者は落成時の社名）
- 昭和43年度 - 2両
  - 日本車輌製造 2両 石油荷役（コタキ14400 - コタキ14401）
- 昭和44年度 - 3両
  - 日本車輌製造 3両 石油荷役（コタキ14402 - コタキ14404）
- 昭和45年度 - 6両
  - 日本車輌製造 6両 石油荷役（コタキ14405 - コタキ14410）